# Louise Arbour
Louise Arbour (Montreal, 10 de febrero de 1947) es una jurista canadiense, fue desde 2004 a 2008 la Alta Comisionada de la Oficina de las Naciones Unidas para los Derechos Humanos y miembro de la Corte Suprema de Canadá. La sustituyó Navanethem Pillay.

## Carrera
Se formó en derecho en la Universidad de Montreal trabajando con el juez Louis-Philippe Pigeon en la Corte Suprema de Canadá mientras completaba sus estudios en la Universidad de Ottawa. Empezó a trabajar como educadora en Toronto en la Osgoode Hall Law School de la Universidad de York en 1972. Fue vicepresidente de la Asociación Canadiense de Derechos Civiles hasta que a finales de la década de los 80 pasó a la Corte Suprema de Ontario.
En 1996 fue nombrada fiscal jefe para crímenes de guerra del Tribunal Penal Internacional para Ruanda y del Tribunal Penal Internacional para la antigua Yugoslavia. En esa función formuló las acusaciones contra Slobodan Milošević, expresidente de Yugoslavia; Milan Milutinović, presidente de la República de Serbia; Nikola Sainovic, vice primer ministro de Yugoslavia, y otros acusados en el proceso.
En 1999 pasó a ocupar un puesto como juez en la Corte Suprema de Canadá. El 20 de febrero de 2004 fue elegida Alta Comisionada de las Naciones Unidas para los Derechos Humanos en sustitución de Sergio Vieira de Mello, asesinado en Bagdad. Cesó en el cargo en agosto de 2008.
En 2017 fue nombrada representante especial del Secretario General de la ONU para la migración internacional, encargada de promover el Pacto mundial sobre migración.